# Isaac Martín Granizo
Isaac Martín Granizo (1880-1909) fue un poeta, periodista y abogado español.

## Biografía
Nacido en 1880, era leonés. Martín Granizo, que se desempeñó como abogado, periodista y poeta, falleció en 1908 o 1909, en León. Llegó a dirigir el Diario de León. En opinión de Julio Cejador y Frauca:

Cantó las cosas de su tierra como Gabriel y Galán, de quien fué grande imitador, las de Salamanca, como Maragall las de Cataluña y las de Asturias Cuesta, sin inficionarse del modernismo, antes huyendo tanto de la afectación que, por la llaneza de la forma, su poesía brota solar del sentir interno. Desde Gil Carrasco nadie habría así poetizado la tierra leonesa. Vetas satíricas y aun filosóficas entreveran sus cantos, que comúnmente suenan á lo pastoril. Es festivo y sentimental según los casos; pero siempre hay en sus escritos impresión sentida, escenas jugosas, burla fina, retratos fieles y una gran llaneza de forma, que no parece sino que dice las cosas sin decirlas, porque ante todo es un poeta sincero.
(Cejador y Frauca, 1919, p. 211)

Publicó las obras Cantos y cuentos (León, 1900), Prosa, cuentos y artículos humorísticos (León, 1909) y Poesías (León, 1910). Estrenó Soñar despierto (con Quintiliano Saldaña, 1898) y Monografía de la hazaña de Guzmán el Bueno (con Alberto Argüello, León, 1900).